# Fekete cinegelégykapó
A fekete cinegelégykapó  (Petroica traversi) a madarak osztályának verébalakúak (Passeriformes) rendjéhez és a  cinegelégykapó-félék (Petroicidae) családjához tartozó faj.

## Rendszerezése
A fajt Walter Buller új-zélandi ornitológus írta le 1872-ben, a Miro nembe Miro traversi néven. Tudományos faji neve Henry H. Travers (1844-1928) új-zélandi botanikusnak állít emléket.

## Előfordulása
A fekete cinegelégykapó az Új-Zéland keleti partjaitól mintegy 700 km-re keletre fekvő Chatham-szigetek veszélyeztetett endemikus madárfaja. A fő szigetről már 1871 előtt eltűnt, utána már csak a Little Mangere-szigeten élt. Napjainkban a Mangere és a Rangatira (South East Island) szigeteken található meg. Természetes élőhelyei a zárt lombkoronájú bozótos maradványerdők. Állandó, nem vonuló faj.

## Megjelenése

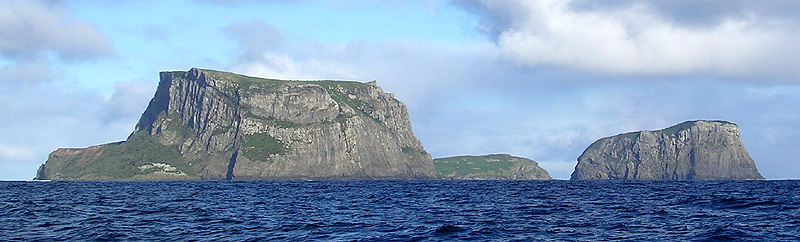
Mangere Island (balra) és a Little Mangere Island (jobbra)

Testhossza 15 centiméter, a tojó általában valamivel kisebb a hímnél. Tollazata csaknem teljes egészében barnásfekete, csőre fekete, lába barnásfekete, lábfeje sárga. Szeme sötétbarna. A fekete cinegelégykapó december és március között vedlik. Mivel élőhelyén ragadozó emlősök nem éltek, Új-Zélandon élő rokonaitól eltérően repülési képességei némileg csökkentek. A légykapófélék ezen fekete változatát igen rövid és lekerekített szárnyak jellemzik, mely valószínűleg a ragadozóktól mentes élőhely következménye.
|  |

## Életmódja
Rovarokkal, lárvákkal, férgekkel és az endemikus, új-zélandi wetával táplálkozik.

## Szaporodása
A párok rendszerint életre szóló kapcsolatban élnek. Az ivarérettséget kétéves koruk körül érik el. A tojó évente egyszer két tojást tojik, a fészket a pár agresszíven védelmezi. Várható átlagos életkora négy év, bár a maximális élettartam akár 6–13 év is lehet.

## Egy sikertörténet: a faj megmentése
Ma már több mint 250 fekete cinegelégykapó él a Chatham-szigeteken, de 1980 előtt mindössze öt egyed élt a szigetcsoport Little Mangere-szigetén. A fajt Don Merton biológus az Új-Zélandi Vadvédelmi Szolgálat eltökélt csapatának élén és Old Blue, az utolsó termékeny nőstény mentette meg a kihalástól.
A fajt az IUCN még mindig a „végveszélyben” lévő fajok közé sorolja, de ma már körülbelül 260 egyede él a Mangere-szigeten és a Rangatira-szigeten (South East Island). Élőhelyük helyreállítása, a betelepített ragadozóktól való megtisztítása folyamatban van, így ennek a fajnak populációja, – más, a Chatham-szigeteken élő endemikus fajokéval együtt – növekedésnek indulhat, kihalásának veszélye csökkenhet. Számuk az utóbbi években mindkét szigeten csökkenhetett, mivel a 2007-es számlálás a teljes populáció számát 180-ra becsülte. Ennek okai még nem ismertek, az okok kereshetők a felmérési módszerek változásában, illetve a klimatikus állapotok változásában, melyek befolyásolhatták a termékenységet.

### Története

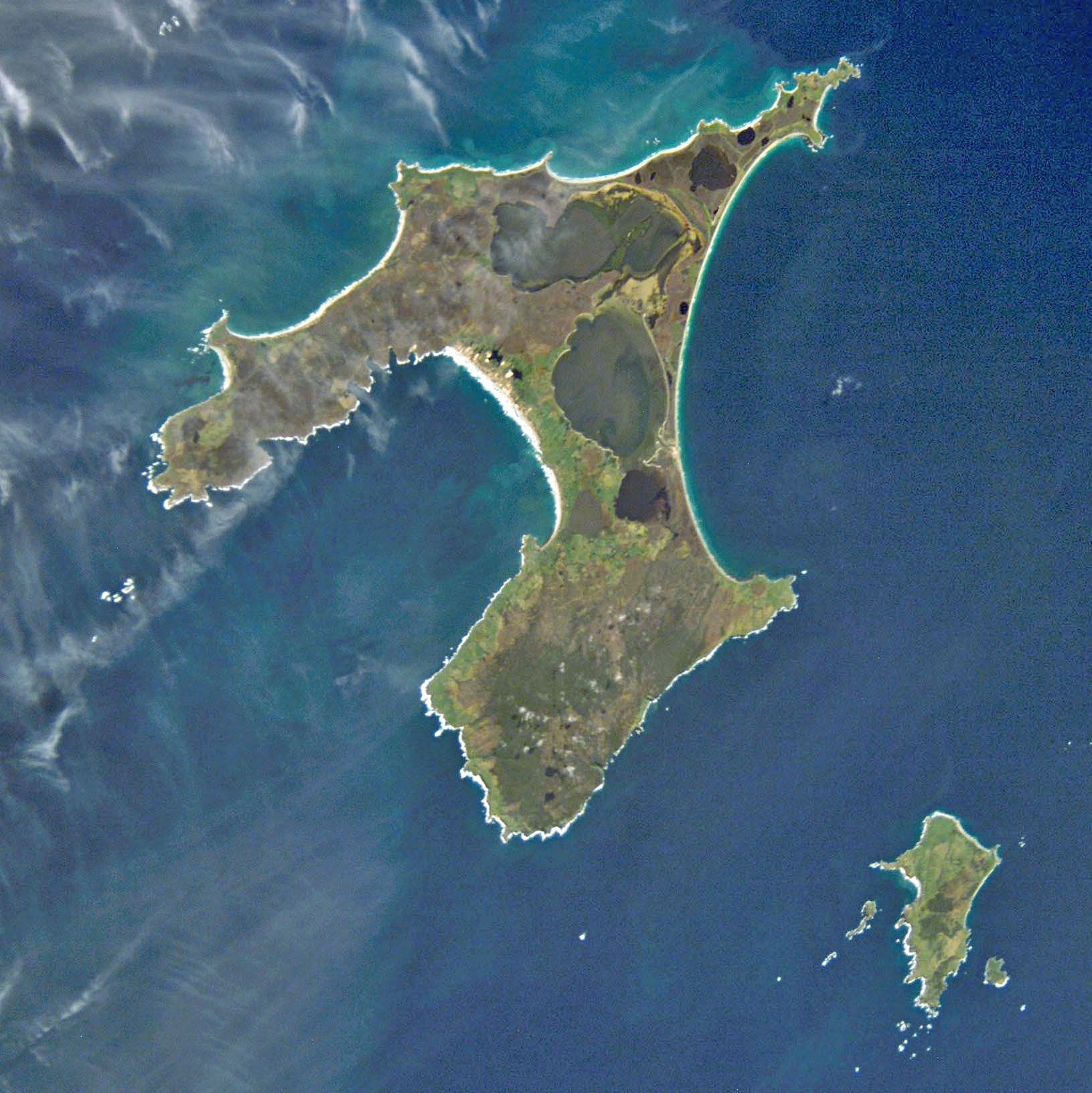
A Chatham-szigetek űrfelvételen

A 14. század végére a moriori népcsoport telepedett meg a Chatham-szigeteken. Valószínűleg az élelemszerzési célú vadászat okozta a szigetekről eltűnt 18 faj közül a nagyobb méretűek kihalását. Az élőhely az európaiak 1843-as megjelenéséig nagyjából változatlan maradt. Ettől kezdve a tűz és a háziállatok tönkretették az erdőket, a madarakat élelmezési célra vagy múzeumokba szállították. A nyulak létszámának szabályozására a Mangere-szigetre betelepített macskák kiirtották a nyulakat és 12 madárfajt, köztük a fekete cinegelégykapót. Az  1892-ből származó feljegyzések még említették a fekete cinegelégykapót a Little Mangere-szigeten. A sziget távol eső helyen fekszik, ezért az innen érkező adatok szórványosak voltak, de 1938-ra a sziget egyértelműen a faj utolsó menhelye lett.

### Gondok
Az 1938-ban, 1961-ben és 1968-ban végzett felmérések azt mutatták, hogy a fekete cinegelégykapó állománya stabil volt, számukat 20-35 párra tették. Amikor azonban az egyes egyedek különböző színű gyűrűket kaptak, a kép alaposan megváltozott. A madarak szokásukból eredően követték a megfigyelőket, emiatt számuk nagyobbnak tűnt, valójában már csak 26 egyed élt a szigeten. Ettől kezdve évente végeztek felmérést, mely a felnőtt egyedek számának csökkenését bizonyította. 1976-ra, amikor felmerült, hogy a megmaradó egyedeket átszállítják a Mangere-szigetre, már csak hét egyed élt, közülük csak két felnőtt nőstény volt. 1976-ban párjával és még egy hímmel együtt mindkettőt átszállították a Mangere-szigetre. Egyikük Old Blue volt. Old Blue 1971-ben született, és egészen nyolcéves koráig nem voltak fiókái. Ilyen baljóslatú kezdet után Old Blue óriási szerepet játszott fajának megmentésében, ő volt az egyetlen nőstény, akinek utódai voltak.

### A hanyatlás okainak elemzése
Az első diagnózis azt mutatta, hogy a fekete cinegelégykapó faj azért veszélyeztetett, mert csak egyetlen, alacsony létszámú populációja él. A Mangere-sziget egyedeit valószínűleg a macskák pusztították el. A megmaradó egyedek a Little Mangere-szigeten éltek, ahol a költési időszakban a kifejlett egyedek pusztulásáért és alacsony termékenységi arányáért a sivár környezet élelemhiánya volt felelős. Az itt fészkelő 60 000 pár szürke vészmadár (Puffinus griseus) által épített fészkelő üregek miatt a magvak nem tudtak megeredni, az erdők újratelepülni. Emellett fészeképítésük és tömeges mozgásuk miatt az avar sem tudott felhalmozódni, emiatt csökkent a fekete cinegelégykapó táplálékául szolgáló rovarok száma. A szürke vészmadarak azért érkeztek tömegesen a Little Mangere-szigetre, mert élőhelyük megváltozása és a betelepített ragadozók miatt más szigeteken nem fészkeltek szívesen.

### A megoldás

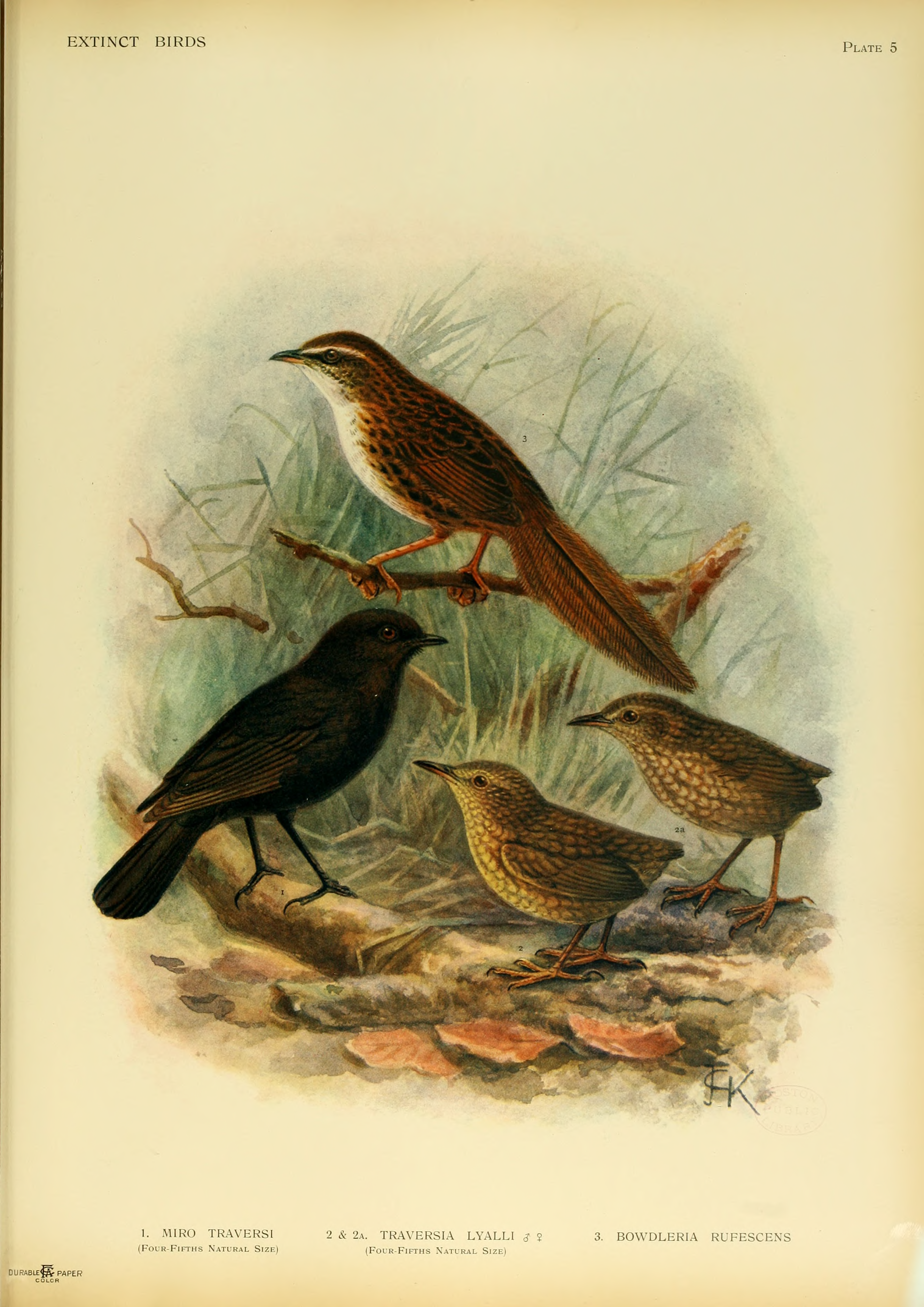
Fekete cinegelégykapó (baloldalt) Traversia lyalli és Bowdleria rufescens társaságában

A faj megmentésére irányuló erőfeszítések egyrészt a kis létszámú populációnak a termékenységi arány növelésével történő fejlesztésére, másrészt egy második populáció létrehozására irányultak. A megoldás irányába több próbálkozás mutatta meg a helyes utat. A természetvédők a fogságban szaporításról letettek, mivel kistestű rovarevő madarakat nehéz fogságban felnevelni. A Little Mangere-sziget túl kicsinynek bizonyult, emellett a sziget az itt élő szürke vészmadarak miatt is alkalmatlan volt a faj szaporítására. A szürke vészmadarak eltávolítása túlságosan bonyolult lett volna, ezen kívül ez a megoldás politikailag sem lett volna szerencsés, az itt élők hagyományos vadászati jogaikat érezték volna csorbítva. A szürke vészmadarak elől elzárt területeken növekedett ugyan az avar és a fák mennyisége, de az elzárt területek száma túlságosan alacsony volt. A táplálék mesterséges kiegészítése ellen szólt a kivitelezés bonyolult volta, valamint a konkurens fajok és esetleges betegségek betelepítésének veszélye. A végső döntés az volt, hogy az Új-Zélandi Vadvédelmi Szolgálat (New-Zealand Wildlife Service) áttelepíti a fekete cinegelégykapókat a Little Mangere-szigetről egy másik szigetre.
A biológusok még idejekorán felismerték a magányos populáció sérülékenységét, ezért a madarak átszállítása vagy a tojások más faj általi kiköltése már 1971-ben vitákat váltott ki. A mostohaszülő-kísérletek céljára a fajjal közeli rokonságban álló Petroica australis australisra esett a választás. A két sziget közötti több órás út azonban legyengítette a madarakat. A lehetséges helyszínek közül kettő olyan jöhetett számításba, melyen nem éltek ragadozók: az egyik, a South East Island mindössze kétórányi hajóútra feküdt a Little Mangere-szigettől, rajta a tarka cinegelégykapó chatham-szigeti alfajának (Petroica macrocephala chathemensis) nagy populációja élt, a biológusok a két fajt egymás versenytársának tartották. A másik sziget a Mangere-sziget volt, mely közelebb feküdt, a tarka cinegelégykapók egyedsűrűsége alacsonyabb volt, de csak egy mindössze 5 hektáros terület volt alkalmas a fekete cinegelégykapók élőhelye számára. A szigeten még 1961-ben megszűnt a juhtenyésztés, és faültetésbe kezdtek. Megszületett a döntés: 1976-1977 között az összes fekete cinegelégykapót átszállítják a Little Mangere-szigetről a Mangere-szigetre.
A fekete cinegelégykapó faj megmentésének kulcsfontosságú módszere a biológusok által cross-fostering néven ismert eljárás volt. Az eljárást addig még nem próbálták ki természetes körülmények között, lehetséges hasznára egy véletlenszerű megfigyelés világított rá 1979-ben. A fekete cinegelégykapók újra tojni kezdtek, amint fészkükből eltűntek a tojások. A faj megmentésére irányuló erőfeszítések ekkor a cross-fostering módszerre, mint a termékenység növelésének lehetséges eszközére irányultak. Az első tojásokat a Mangere-szigeten az ausztrálposzáta-félék egyik fajának, a Gerygone albofrontatának a fészkébe helyezték, de a fiókák elpusztultak, mivel a nevelőszülők nem győzték a fiókákat etetni. Alternatív nevelőszülő lehetett volna a tarka cinegelégykapó Chatham-szigeteken honos alfaja is, de ezeket még korábban eltávolították a szigetről, hogy ne jelentsenek versenytársat a fekete cinegelégykapónak (később, 1987-ben telepítették vissza őket). A biológusok mesteri módon csereberélték a tojásokat és fiókákat a Mangere-sziget és a South East Island között, ahol a tarka cinegelégykapók sikeresen nevelték fel a fekete cinegelégykapókat. Ekkor a biológusok újabb problémával szembesültek. A nevelőszülők által felnevelt madarak nevelőszüleik tulajdonságait vették át. A fiatal fekete cinegelégykapók azt gondolták magukról, hogy ők tarka cinegelégykapók, a tarka rokon hangján daloltak és nem akartak más fekete cinegelégykapókkal párosodni. A probléma megoldására a fiókákat még fészeklakó korukban átszállították a Mangere-szigetre, ahol utolsó fészekben töltött napjaikat igazi rokonaikkal tölthették.
A második populáció élőhelyéül a South East Island-ot jelölték ki, annak ellenére, hogy többen kétségbe vonták, hogy a szigeten élt-e valaha fekete cinegelégykapó. 1983-ban négy szaporodóképes egyed alkotta az itteni populáció kezdeteit.
A mentőakció sikerét szélsőséges időjárás is fenyegette. Az El Niño meteorológiai jelenség következtében az 1982–1983-as nyár igen száraz volt, a fekete cinegelégykapók a várakozásokhoz képest kevesebb tojást tojtak, valószínűleg a nem elegendő rovarállomány miatt. 1985 júliusában egy heves vihart követően az itt élő 38 cinegelégykapóból 10 eltűnt, bár az eltűnés lehetséges okai közül nem zárták ki a baromfihimlőt sem. A tojások nagyarányú megtermékenyítése (90%), valamint a nagy kelési arány (80%) az mutatta, hogy a beltenyésztés nem jelentett gondot, annak ellenére, hogy az előző mintegy 100 év során egy időszakban egyszerre mindössze 10–30 pár élt, és ez a szám végezetül egyetlen tenyészpárra csökkent

### Old Blue
Amikor a szaporítási program 1980-ban elkezdődött, az öt életben maradt fekete cinegelégykapóból csupán kettő volt nőstény, és csak egyikük rakott megtermékenyített tojásokat. Ezt a tojót Old Blue-nak nevezték. Ő és párja, Old Yellow a jelenleg élő összes fekete cinegelégykapó őse. Old Blue nevét a lábára helyezett kék színű azonosító gyűrűről kapta (gyűrűszáma 11384). A szaporítási program kezdetben nem volt sikeres, Old Blue csak kilencéves korára vált igazán termékennyé, ez a kor a faj esetében meglehetősen magas. Amikor aztán 1983-ban már nem volt képes utódok létrehozására a South East Island-ra szállították át, hogy párja, Old Yellow egy másik egyeddel párosodhasson. Old Yellow azonban a Vadvédelmi Szolgálat (1987 óta Természetvédelmi Hivatal) szakembereinek várakozása ellenére sajnos egy saját leszármazottjával párzott, és nem a tőle genetikailag távolabbi nősténnyel.
A jelenleg élő összes fekete cinegelégykapó Old Blue leszármazottja, mely sajnos a populáció genetikai variabilitásának hiányát jelenti, és mely egyben egy populációs bottleneck-effektust eredményez. Érdekes módon, mindez nem vezetett beltenyésztési problémákhoz, mely olyan elméleteknek adott helyt, hogy a faj, evolúciós története során, több hasonló populációcsökkenési perióduson mehetett át, és így elveszítette mindazokat az alléleket, melyek ártalmas beltenyésztési hatást okozhatnának. Az általános vélekedés szerint a minimális életképes populáció nagysága, mely még megvéd a beltenyészés által gerjesztett hanyatlástól 50 egyed körül volt. Ma már tudjuk, hogy ez a szám egy pontatlan átlagérték, a gyorsan csökkenő létszámú, apró szigeteken élő fajok, például a fekete cinegelégykapó esetében 10 alatti értéknél kezdődik, és a hosszú életű, széleskörűen elterjedt fajok (például az elefántok vagy tigrisek) esetében néhány száz egyedig terjed.   
Old Blue 13 éves koráig élt, élete során több tojást tojt, mint fajának bármely más nősténye. Tiszteletére képét megjelentették egy új-zélandi postai bélyegen, egy egy-dolláros emlékérmén, és emléktáblája van Chatham Island repülőtéri terminálján is.

## Természetvédelmi helyzete
Az elterjedési területe rendkívül kicsi, egyedszáma 230 alatti, viszont növekszik. A Természetvédelmi Világszövetség Vörös listáján veszélyeztetett fajként szerepel.